# Darel Poirier
Darel Alan Poirier (* 27. Juli 1997 in Juvisy-sur-Orge) ist ein französischer Basketballspieler.

## Laufbahn
Poirier spielte Basketball auf Vereinsebene in Charenton und Alfortville, von 2012 bis 2015 wurde er am französischen Leistungssportzentrum INSEP ausgebildet. Im Juni 2015 wurde er von Cholet Basket verpflichtet. Seinen Einstand in der ersten Liga Frankreichs gab er in der Saison 2015/16, den Durchbruch schaffte er in Cholet aber nicht. In der Saison 2017/18 spielte Poirier auf Leihbasis für den Zweitligisten Charleville-Mézières. In der Sommerpause 2018 wagte er den Schritt in die Vereinigten Staaten, die Mannschaft Canton Charge sicherte sich beim Draftverfahren der NBA G-League an siebter Stelle die Rechte am Franzosen, trat diese aber anschließend an Capital City Go-Go, die Ausbildungsmannschaft der Washington Wizards, ab. Für die Mannschaft erzielte er im Laufe des Spieljahres 2018/19 in 40 Spielen im Durchschnitt 9,1 Punkte sowie 4,1 Rebounds je Begegnung. Im Frühjahr 2019 weilte er kurzzeitig beim italienischen Klub Reggio Emilia, kam aber nicht zum Einsatz. Er kehrte in die USA zurück, in der Vorbereitung auf die Saison 2019/20 wechselte Poirier innerhalb der G-League von Washington zu den Windy City Bulls. Er bestritt fünf Spiele für die Mannschaft (8,6 Punkte, 6,4 Rebounds/Spiel).
Wegen einer Hüftoperation musste Poirier lange aussetzen, weilte im Sommer 2020 dann beim französischen Erstligisten JL Bourg, um sich wieder in Form zu bringen, erhielt jedoch keinen Vertrag. Mitte Oktober 2020 platzte sein Wechsel zum Zweitligisten ALM Évreux Basket, da Poirier bei der sportärztlichen Untersuchung durchfiel. Anfang Januar 2021 wurde der Franzose vom griechischen Erstligisten Charilaos Trikoupis Messolonghi verpflichtet. Aus persönlichen Gründen bat Poirier im März 2021 um die Vertragsauflösung. Im April 2021 wurde er vom französischen Erstligisten Le Mans Sarthe Basket bis zum Ende der Saison 2020/21 verpflichtet.
Poirier erhielt im Sommer 2021 einen Vertrag beim spanischen Zweitligisten CB Estudiantes. Im Dezember 2021 zog er sich einen Achillessehnenriss zu. Im Januar 2023 nahm ihn der französische Erstligist Cholet Basket unter Vertrag, um den verletzten Neal Sako zu ersetzen. Im Februar 2023 endete Poiriers Vertrag mit kurzer Laufzeit. Im selben Monat wurde er vom Ligakonkurrenten Élan Béarnais Pau-Lacq-Orthez verpflichtet.
Zweitligist Étoile Angers Basket nahm Poirier im Sommer 2023 unter Vertrag. Mit Angers stieg er 2024 aus der zweiten Liga ab. Er blieb in der Spielklasse, indem er in der Sommerpause 2024 zu Nantes Basket Hermine wechselte. Zur Saison 2025/26 kehrte Poirier nach Spanien zurück, er wurde vom Zweitligaaufsteiger Melilla Ciudad del Deporte verpflichtet.

### Nationalmannschaft
2015 war Poirier Mitglied der französischen U18-Nationalmannschaft, die an der Europameisterschaft teilnahm. Er nahm auch an der U20-EM im Jahr 2017 teil.